# Morskie Biuro Budowy Maszyn Malachit
Morskie Biuro Budowy Maszyn „Malachit” – radzieckie, następnie rosyjskie biuro konstrukcyjne okrętów podwodnych, założone w 30 marca 1948 roku jako SKB-143 dla konstrukcji i rozwoju okrętów podwodnych projektu 617 i innych szybkich pojazdów podwodnych. Pełna nazwa obecna to Sankt-Petersburskie Morskie Biuro Budowy Maszyn „Malachit” (ros. Sankt-Pieterburgskoje morskoje biuro maszynostrojenija «Małachit»).
SKB-143 zostało początkowo utworzone ze specjalistów biura CKB-18 oraz biura Antipina w Niemczech, w tym specjalistów niemieckich, a także pracowników Departamentu Siłowni Specjalnych, Centralnego Instytutu Badawczego Budownictwa Okrętowego Nr 45. Sam Aleksiej A. Antipin, został szefem SKB-143  i szefem projektu 617. SKB-143 miało siedziby na przedmieściach Leningradu oraz na terenie stoczni Sudomech (obecnie Stocznia Nowej Admiralicji), gdzie umieszczony był departament badawczy i instalacje testowe.
Od marca 1953 roku, biuro SKB-143 było odpowiedzialne za rozwój pierwszego radzieckiego atomowego okrętu podwodnego - projektu 627 (November). W konsekwencji, rozwinęło specjalizację w projektowaniu atomowych podwodnych okrętów myśliwskich.
W roku 1966 po połączeniu z SKB-16, biuro SKB-143 zmieniło nazwę na Malachit, zaś po zakończeniu zimnej wojny kontynuuje prace nad projektami nowych atomowych okrętów podwodnych oraz cywilnych pojazdów podwodnych.